# Cropia poliomera
Cropia poliomera là một loài bướm đêm trong họ Noctuidae.